# Federazione Internazionale dei Resistenti
La Federazione internazionale dei Resistenti - Associazione Antifascista (nota con l'acronimo FIR, derivato dalle iniziali della sua denominazione in lingua francese Fédération Internationale des Résistentes) è una federazione che raccoglie a livello internazionale le associazioni degli ex combattenti nelle forze partigiane, dei perseguitati dai regimi nazista e fascista durante la seconda guerra mondiale e dei giovani antifascisti. Obbiettivo dell'organizzazione è la lotta contro ogni forma di fascismo e il sostegno di una politica di pace tra le nazioni.
A essa aderiscono organizzazioni provenienti da 20 paesi europei e da Israele: per l'Italia sono membri l'Associazione Nazionale Partigiani d'Italia, l'Associazione nazionale ex deportati nei campi nazisti e l'Associazione Partigiani Matteotti del Piemonte.

## Storia
La FIR è stata fondata a Vienna nel giugno del 1951, derivando a sua volta dalla Federazione Internazionale degli ex Prigionieri Politici (FIAPP, acronimo per Fédération Internationale des Anciens Prisonniers Politiques), un'organizzazione fondata nel 1947 a Parigi. Al 2016 ha sede a Berlino.
Nei primi anni della sua esistenza la FIR ha organizzato varie conferenze internazionali su temi politici, storici e che riguardavano la salute dei prigionieri nei campi di concentramento. Lo scopo di queste attività era anche di dimostrare che la sconfitta del nazifascismo non era solo dovuta all'intervento degli eserciti alleati, ma anche da quello dei resistenti e partigiani. Per preservare la memoria dei combattenti antifascisti, la FIR ha attivato una commissione storica che ha pubblicato dieci relazioni sui movimenti resistenziali nei vari Paesi europei, compreso un dettagliato lavoro di ricerca sulla liberazione di Parigi, Praga e il Nord Italia e sulla resistenza nei campi di concentramento e di sterminio, con una particolare attenzione ai gruppi di resistenza ebraici. Il fine era di fornire ad accademici e alle generazioni successive materiale di studio e di memoria. 
Le conferenze sulle condizioni mediche e di salute degli ex internati nei lager hanno messo in luce le conseguenze delle persecuzioni nazifasciste sui prigionieri e sulle loro famiglie, sottolineando la necessità di un equo indennizzo attraverso i pareri di medici di fama internazionale. 
Un punto importante delle lotte nei primi anni di attività è stato il contrasto al riapparire di organizzazioni filonaziste e ai tentativi di restaurazione nella Repubblica Federale Tedesca: la FIR è intervenuta documentando a più riprese le verità dei crimini nazifascisti e, a seguito dell'attentato alla sinagoga di Colonia nel dicembre del 1959, ha convocato una conferenza internazionale contro il risorgere del nazismo e dell'antisemitismo. 130 delegati provenienti da 13 Paesi hanno partecipato alla conferenza che si è tenuta nel marzo 1960 a Firenze, organizzata dalla Lega Internazionale per i Diritti dell'uomo, l'Unione delle Comunità ebraiche in Italia, l'ANPPIA, l'ANED, l'ANPI e la FIR. 
Un altro esempio del lavoro della FIR può essere trovato nella campagna contro la HIAG ("Associazione di sostegno agli ex membri delle Waffen-SS"), che la Federazione ha iniziato nell'ottobre del 1963 con il "raduno internazionale contro il riemergere di nazismo e fascismo" a Firenze. A seguito dell'incontro italiano e delle costanti pressioni della FIR e delle associazioni nazionali, la HIAG era stata costretta ad annullare il previsto congresso europeo delle ex SS. 
Durante gli anni '70, la FIR ha lavorato con varie istanze internazionali per la creazione di un sistema di sicurezza e cooperazione comune in Europa. Assieme ad altre organizzazioni di veterani, in particolare la Federazione Mondiale dei Veterani (FMAC) e l'ANPI, è stato organizzato a Roma, nel 1979, il meeting mondiale dei combattenti per il disarmo. 

### Anni 2000
Nel 2004, in occasione del tredicesimo congresso statutario a Berlino, la FIR ha approvato un nuovo statuto che ha permesso l'integrazione dei giovani antifascisti anche negli organi direttivi della federazione, assumendo il nome di "International Federation of Resistance Fighters – Association of Anti-fascists" (FIR). 
Per le varie iniziative e attività in favore del disarmo e la cooperazione internazionale, il 15 settembre 1987 la FIR è stata nominata "Messaggero di Pace" dal Segretario Generale delle Nazioni Unite. 
La FIR è l'unica organizzazione antifascista ufficialmente accreditata all'Unione Europea

## Organizzazione

### Struttura
A seguito della decisione assunta nel Congresso tenutosi a Praga dal 18 al 20 novembre 2016, i membri della FIR si riuniscono una volta all'anno nel "Consiglio Consultivo", mentre l'amministrazione quotidiana e la gestione delle attività della federazione sono affidate al comitato esecutivo, composto da 10 membri eletti dal congresso. 
Il ventisettesimo congresso statutario di Praga ha confermato Vilmos Hanti quale presidente, eleggendo Filippo Giuffrida Répaci, il generale Michail A. Moiseev e Christos Tzintsilonis quali vicepresidenti. Il congresso ha confermato il Ulrich Scheider nel ruolo di segretario generale e Heinz Siefritz quale tesoriere. Gli altri membri del comitato esecutivo sono Jean Cardoen, Alessandro Pollio Salimbeni, Nikolai Royanov e Gregori Touglidis.
Nel 2019 si è tenuto a Reggio Emilia il XVIII Congresso della FIR e sono stati nominati: Presidente Vilmos Hanti (Ungheria) - Vice Presidenti Filippo Giuffrida (Italy) - Vladimir I.Romanenko (Russia) - Gregorius Touglidis (Greece) - Segretario Generale Ulrich Schneider (Germany) - Segretario Finanziario Heinz Siewfritz (Germany)-Comitato Esecutivo: Cardoen Jean (Belgium) - Franceschini Mari (Italy) - Girod Regina (Germany) - Lorenzetti Paolo (Italy) - Panagiota Nitsea (Greece) - Royanov Nikolai (Russia) - Salimbeni Alessandro Polliio (Italy) - Ignatov Simeon (Bulgaria) - Varin Jaques (France)

## Membri

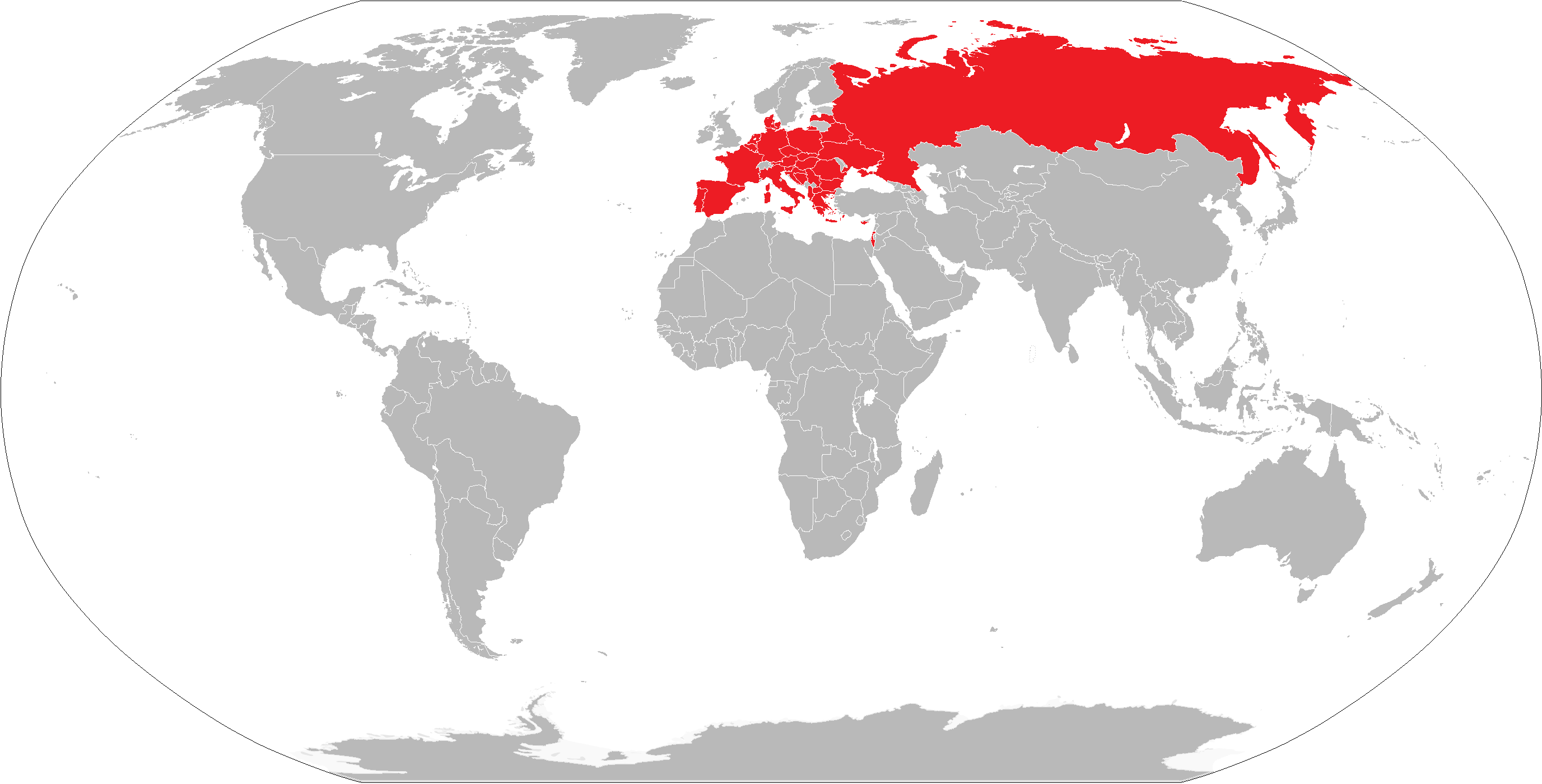
I paesi in rosso hanno una o più rappresentanze nella FIR.

- - Antifascist National Liberation War Veterans of the Albanian People
- - Vereinigung österreichischer Freiwilliger in der spanischen Republik
- - Bundesverband österreichischer Widerstandskämpfer und Antifaschisten
- - Veterans Organisation of the Republic of Belarus
- - Comité d’Action de la Résistance – Aktie Raad van de Weerstand
- - Association of veterans of the People’s Liberation & Antifascist War of Bosnia & Herzegovina (1941-1945)
- - Union Antifasciste Bulgarie
- - Savez Antifasistisckih Roraca i Antifasista Republike Hravatske
- - Cyprus Veterans Association World War II
- - Pancyprian Democratic Resistance Association
- - Český svaz bojovníků za svobodu
- - FIR Denmark
- - Association Nationale des Cheminots Anciens Combattants
- - Union des Juifs pour la Résistance et l’Ent’aide
- - Association Nationale des Anciens Combattants de la Résistance
- - Comitee Internationale de Ravensbrück
- - Amicale des Anciens Guerrilleros Espanols en France
- - Comite Internationale Sachsenhausen
- - Verband Deutscher in der Resistance, in den Streikräften der Antihilterkoalition[2]
- - Internationales Sachsenhausen Komitee
- - Lagergemeinschaft Ravensbrück/ Freundeskreise
- - Förderverein Gedenkstätte Steinwache/ Internationales Rombergpark Komitee
- - Kämpfer und Freunde der Spanischen Republik 1936-1939
- - Vereinigung der Verfolgten des Naziregimes – Bund der Antifaschisten
- - Arbeitsgemeinschaft Neuengamme
- - Jenischer Bund in Deutschland
- - Union Panhellénique des Combattants de la Résistance Nationale
- - Panhelleic ligue of Middle East-Fighters
- - Organisation Panhellénique des Combattants de la Résistance Nationale
- - Ligue Panhellénique des Combattants de la Résistance Nationale
- - Panhellenic Cultural Society Desendants and Friends of National Resistant and Democratic Army
- - Panhellenic Federation of Resistance Organisations
- - Second Generation Template:Dn
- - Verband der ungarischen Widerstandskämpfer und Antifaschisten- Gemeinsam für Demokratie
- - Association of Disabled Veterans of Fight against nazism
- - Organization of Partisans Underground Fighters and Ghetto Rebels in Israel
- - Veterans Union of World War II – Fighters Against Nazism
- - Associazione Italiana Combattenti Volontari Antifascisti di Spagna (AICVAS)
- - Associazione Nazionale Ex-deportati nei Campi Nazisti (ANED)
- - Associazione nazionale famiglie italiane martiri caduti per la libertà della patria (ANFIM)
- - Associazione Nazionale Partigiani d'Italia (ANPI)
- - Associazione Nazionale Perseguitati Politici Italiani Antifascisti (ANPPIA)
- - EX ADERENTE Associazione Partigiani Matteotti del Piemonte
- - Assoc. des Anciens Combattants du 130e Corps d’Armée de Tirailleurs Lettons et des Partisans
- - Les Amis des Brigades Internationales Luxembourg
- - Comite International de Sachsenhausen
- - Union of Veterans from the national liberation and antifascist war of Macedonia 1941 – 1945
- - Vereniging Landlijk Kontakt-Groep Verzetsgepensioneerden (40-45)
- - Antifaschisten Oud-Verzetsstrijeders Nederland – Bond van Antifa
- - Polski Zwiazek Bylych Wiezniów Politycznych Hitlerowskich Wiezién I Obozów Koncentracyjnych
- - Uniao de Resistentes Antifascistas Portugueses
- - Asociatia Antifascistilor din Romania
- - Russisches gesellschaftliches Komitee der ehemaligen Kriegsteilnehmer
- - International Association of Veterans Organizations
- - Saveza udruženja boraca narodnooslobodilackog rata Srbije 1941-1945
- - Slovenský zväz protifašistických bojovníkov
- - Zvezo združenj borcev za vrednote NOB
- - Amicale de Mauthausen y otros campos
- - Associacion Brigadas Internationales (Voluntarios de la Libertad)
- - Associacio de Ex-Presos y Represaliados Politicos Antifrancistas
- - Associacio Catalana d’Expresos Politics
- - All-Ukrainian Union of War Veterans